# Triangulação (política)

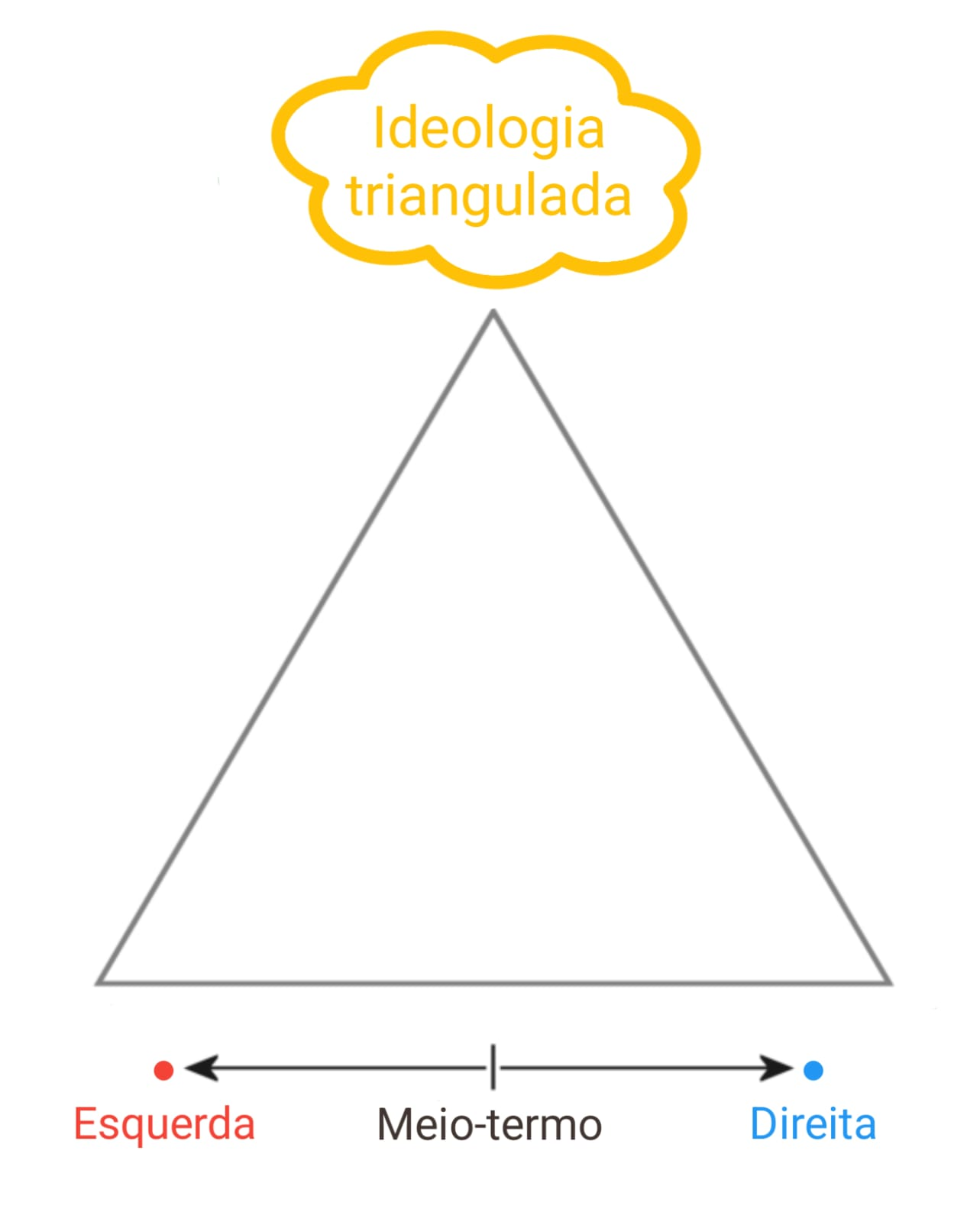
Um diagrama conceitual que ilustra a triangulação política.

Na política, triangulação é uma estratégia onde um político apresenta sua posição como estando acima ou entre as alas esquerda e direita de um espectro político democrático. Envolve adotar para si algumas das ideias do oponente político. A lógica por trás disso é que ele leva o crédito pelas ideias do oponente e isola o triangulador dos ataques à essa questão específica. A tática é associada ao ex-presidente dos EUA, Bill Clinton, na década de 1990.

## Origens
O uso político do antigo termo foi usado pela primeira vez pelo principal conselheiro político de Clinton, Dick Morris, como forma de descrever sua estratégia para reeleger Clinton nas eleições presidenciais dos EUA em 1996. A oposição dos partidários republicanos obteve uma vitória esmagadora para assumir o controle do Congresso nas eleições de 1994 nos EUA. Clinton precisava aprovar e receber crédito pela legislação, conquistando uma coligação de partidários republicanos e democratas moderados, abandonando os partidários democratas progressistas com os quais ele já havia trabalhado. Nas palavras de Morris, a triangulação significava que "o presidente precisava tomar uma posição que não apenas mesclasse o melhor dos pontos de vista de cada partido, mas também os transcendesse para constituir uma terceira força no debate". Às vezes também é chamado de "triangulação clintoniana". Morris defendeu um conjunto de políticas diferentes das políticas que eram tradicionais do Partido Democrata. Essas políticas incluíam desregulamentação e orçamentos equilibrados. Um dos pilares mais citados da estratégia de triangulação de Clinton foi quando, no seu discurso sobre o Estado da União de 1996, Clinton declarou que a "era de governo grande acabou".
Os comentaristas especularam por vezes que a ênfase de Clinton no empreendedorismo e no sector pós-industrial era a cooptação dos ideais conservadores apresentadas primeiramente pelo reaganomics nos anos 1980. O PhD em história Brent Cebul argumenta que a triangulação representava um tradicional esforço liberal para estruturar a economia com o objetivo de criar novos empregos e, ao mesmo tempo, produzir novas receitas fiscais que poderiam apoiar inovações políticas progressistas. Cebul argumenta que esta tradição remonta às políticas locais e estaduais inspiradas no New Deal, e o "liberalismo do lado da oferta" dos anos 1970.

## Outro uso
Os políticos que teriam usado a triangulação incluem: o ex-presidente Barack Obama e a ex-secretária de Estado Hillary Clinton nos EUA; o ex-primeiro-ministro Tony Blair com o "Novo Trabalhismo" no Reino Unido; os ex-primeiros-ministros Jean Chrétien e Paul Martin pelo Partido Liberal do Canadá; o ex-primeiro-ministro Fredrik Reinfeldt com "Os Novos Moderados" na Suécia; os ex-primeiros-ministros Bob Hawke, Paul Keating e Kevin Rudd pelo Partido Trabalhista Australiano; a ex-primeira-ministra Nicola Sturgeon pelo Partido Nacional Escocês; e Emmanuel Macron, que foi eleito presidente da França numa plataforma centrista com o objetivo de ser "nem esquerda nem direita". Durante seu discurso sobre o Estado da União de 2010, Obama insistiu que permaneceria com o sua agenda de centro-esquerda face às críticas em vez de recorrer à triangulação.

### Livros
- Halstead, Ted; Lind, Michael (12 de novembro de 2002). The Radical Center: The Future of American Politics (em inglês) 1.º e-book ed. Nova Iorque: Knopf Doubleday Publishing Group. ISBN 978-1-4000-3329-4. Consultado em 30 de julho de 2025 – via Google Books
- Morris, Dick (1999). Behind the Oval Office: Getting Reelected Against All Odds (em inglês) 2nd ed. Los Angeles: Renaissance Books. ISBN 978-1-5806-3053-5. Consultado em 30 de julho de 2025 – via Internet Archive
- Nelson, Michael; Perry, Barbara A.; Riley, Russell L., eds. (14 de julho de 2016). 42: Inside the Presidency of Bill Clinton. Col: Miller Center of Public Affairs Books (em inglês). [S.l.]: Cornell University Press. ISBN 978-1-5017-0674-5. JSTOR 10.7591/j.ctt1d2dnk0. Consultado em 30 de julho de 2025 – via Google Books
- Nesmith, Bruce F.; Quirk, Paul J. (8 de julho de 2016). «Triangulation: Positioning and Leadership in Clinton's Domestic Policy». In:  Nelson, Michael; Perry, Barbara A.; Riley, Russell L. 42: Inside the Presidency of Bill Clinton. Col: Miller Center of Public Affairs Books (em inglês). [S.l.]: Cornell University Press. pp. 46–76. ISBN 978-0-8014-5406-6. OCLC 966805027. doi:10.7591/cornell/9780801454066.003.0002. Consultado em 30 de julho de 2025 – via Academic Oxford
- Trende, Sean (2012). The Lost Majority: Why the Future of Government Is Up for Grabs — and Who Will Take It (em inglês) 1.ª ed. Nova Iorque: Palgrave Macmillan. ISBN 978-0-2301-1646-7. Consultado em 30 de julho de 2025 – via Internet Archive

### Jornal
- Cebul, Brent (julho de 2019). «Supply-Side Liberalism: Fiscal Crisis, Post-Industrial Policy, and the Rise of the New Democrats». Modern American History (em inglês). 2 (02): 139–164. ISSN 2515-0456. doi:10.1017/mah.2019.9. Consultado em 30 de julho de 2025. Cópia arquivada (PDF) em 23 de outubro de 2019 – via Cambridge University Press & Assessment

### Notícias e sítios
- Dyer, Neville; Martin, Virginie (18 de julho de 2022). «Who is Emmanuel Macron? Cracking the riddle of France's divisive president». The Conversation (em inglês). Consultado em 30 de julho de 2025
- Feldmann, Linda (10 de dezembro de 2010). «How tax cut revolt helps Obama: It's a page from Clinton playbook». Christian Science Monitor (em inglês). ISSN 0882-7729. Consultado em 30 de julho de 2025
- Frei, Matt (3 de fevereiro de 2010). «Matt Frei's diary: Groundhog Day». BBC News (em inglês). Consultado em 30 de julho de 2025
- Goldberg, Jonah (18 de dezembro de 2007). «Clintonian triangulation comes full circle». Los Angeles Times (em inglês). ISSN 2165-1736. Consultado em 30 de julho de 2025
- Sanger, David E. (29 de janeiro de 2010). «Where Clinton Turned Right, Obama Plowed Ahead». The New York Times (em inglês). ISSN 1553-8095. Consultado em 30 de julho de 2025